# Milan-San Remo 1936
La 29e édition de la course cycliste, Milan-San Remo a eu lieu le 19 mars 1936 et a été remportée au sprint par l'Italien Angelo Varetto. 

## Classement final
|    | Cycliste         | Équipe  | Temps           |
| -- | ---------------- | ------- | --------------- |
| 1  | Angelo Varetto   | Gloria  | 7 h 43 min 00 s |
| 2  | Carlo Romanatti  | Bianchi | + 0 s           |
| 3  | Olimpio Bizzi    | Frejus  | + 4 min 40 s    |
| 4  | Giovanni Gotti   | Legnano | + 4 min 40 s    |
| 5  | Adriano Vignoli  | Legnano | + 4 min 40 s    |
| 6  | Giuseppe Olmo    | Bianchi | + 4 min 40 s    |
| 7  | Augusto Introzzi | Gloria  | + 4 min 40 s    |
| 8  | Aladino Mealli   | Legnano | + 4 min 40 s    |
| 9  | Mario Cipriani   | Frejus  | + 4 min 40 s    |
| 10 | Giotto Cinelli   | Maino   | + 5 min 00 s    |